# Diciembre (álbum)
Diciembre es el primer disco de estudio en solitario del cantante español Leiva después de la separación de la banda Pereza, en la que era cantante y guitarrista junto a su compañero Rubén Pozo. Diciembre salió a la venta en España en 2012 y llegó a ser un éxito en ventas y críticas, siendo uno de los más vendidos en dicho país durante el mismo año y llegando a ser elegido como Mejor Disco del Año por la revista Rolling Stone y Disco Nacional del Año por iTunes España.

## Canciones
Todas las canciones escritas por Leiva excepto donde se indique.
| N.º   | Título                                                                                    | Duración |  |
| 1.    | «Nunca nadie»                                                                             | 4:08     |  |
| 2.    | «Eme»                                                                                     | 3:26     |  |
| 3.    | «92»                                                                                      | 2:56     |  |
| 4.    | «Miedo»                                                                                   | 3:32     |  |
| 5.    | «Aunque sea un rato»                                                                      | 3:31     |  |
| 6.    | «Éxtasis»                                                                                 | 3:27     |  |
| 7.    | «Penaltis»                                                                                | 3:49     |  |
| 8.    | «Las cuentas»                                                                             | 3:19     |  |
| 9.    | «Telediario»                                                                              | 4:36     |  |
| 10.   | «Todo lo que tú quieras»                                                                  | 4:10     |  |
| 11.   | «Hoy no me encuentro»                                                                     | 3:57     |  |
| 12.   | «Vis a vis» (letra de Kike Babas, música de Leiva)                                        | 3:43     |  |
| 13.   | «Sudando la tristeza (feat. Quique González)» (letra de Quique González, música de Leiva) | 3:16     |  |
| 47:55 |                                                                                           |          |  |